# Ponte di Confine
Il Ponte di Confine è una passerella che si trova al confine tra l'Italia e San Marino, al km 10,654 della Strada statale 72 di San Marino, al confine tra Cerasolo, frazione del comune italiano di Coriano, e Dogana, curazia di Serravalle.

## Descrizione
Il lato sammarinese del confine è controllato dalla Guardia di Rocca, mentre dal lato italiano è spesso presente la Guardia di Finanza, anche con autovelox fiscali.
Sul ponte è presente la dicitura Benvenuti a San Marino, antica terra di libertà, che si trova a quasi tutti i valichi della piccola repubblica.
Nel 1993 San Marino commissionò all'architetto Giancarlo De Carlo il progetto del ponte (che prevedeva anche porte di confine a Gualdicciolo, Cerbaiola, Faetano e Chiesanuova), che alla presentazione del progetto scrisse:
I quattro occhi di vetro multicolori sono stati disegnati e realizzati con la collaborazione della figlia Anna, illustratrice e pittrice, e sono stati messi nelle strutture trasversali.
Lo studio tecnico è stato eseguito dell'ingegner Giuseppe Carniello.
La costruzione è stata portata a termine nel 1996.

## Cultura
Il ponte di confine appare nel primo episodio di Lupin III - L'avventura italiana, ambientato nel "regno di San Marino".